# Црква Свете Петке у Сурчину
Црква Свете Петке у Сурчину је подигнута 1777. године. Представља непокретно културно добро као споменик културе.

## Архитектура цркве
Црква у Сурчину је посвећена Светој Петки, подигнута је на месту старије цркве. Саграђена је у барокном стилу, као једнобродна грађевина са полукружном апсидом, припратом и високим звоником. Познати новосадски дрворезац Марко Вујатовић је 1801. године израдио барокни позлаћени иконостас, иконе, укупно 37, које украшавају иконостас насликао је од 1807. до 1809. године карловачки сликар, Стефан Гавриловић, док је зидне композиције извео 1811. године сликар Константин Пантелић.
Поред драгоцених уметничких дела, црква поседује књишко-архивске предмете од несумњивог културно-историјског значаја (црквену архиву са документима од 1785. до 1859. године, затим матичне књиге рођених, венчаних и умрлих од 1766. до данас, као и низ штампаних књига из 18. и 19. века). Осим тога, цела црквена порта са оградом, објектима и споменицима у њој, поседује културно-историјску, меморијалну и просторну вредност.
Црква Свете Петке представља и једну од главних урбанистичко-просторних доминанти насеља. У ширем смислу, она је сведочанство економских, друштвених и културних прилика у којима је живело српско становништво у Срему у 18. веку.